# طابع جنيف المزدوج
طابع جنيف المزدوج هو طابع بريدي سويسري نادر أصدرته مدينة جنيف عام 1843، مما يجعله ثالث أقدم طابع بريدي في القارة الأوروبية بعد طابعي زيورخ 4 و6 الصادر سنة 1842، والطابع البريطاني بيني بلاك وطابع البنسين الأزرق (بيني بلو) الصادرين عام 1840. يحمل الطابع اسم جنيف المزدوج نسبةً للصورة المزدوجة على الطابع ومكان إصداره.
يتميز الطابع بتصميم فريد: كل نصف، بقياس 5 سنتيمترات عند قصه، يُدفع مسبقًا رسوم البريد على الرسائل داخل مدينة جنيف؛ أما الطابع الكامل، بقياس 10 سنتيمترات، فيُدفع مسبقًا رسوم البريد خارج المدينة ولكن داخل كانتون جنيف.
أصدر الطابع البريدي في 30 سبتمبر 1843. وقد طبع في شركة "Lithography Schmid". ظلت الطوابع متداولة عبر البريد حتى 30 سبتمبر 1854.
كانت طوابع جنيف المزدوجة عبارة عن طوابع بريدية قابل للتجزئة، وهي محاولة مثيرة للاهتمام لتزويد منطقتين بريديتين في جنيف بتعريفة مختلفة باستخدام طابع بريدي واحد. إذا أرسلت الرسالة داخل منطقة مدينة جنيف، يقطع الطابع البريدي إلى نصفين بقيمة 5 سنتيمات ويستخدم؛ كما يستخدم طابع بريدي مزدوج بقيمة 10 سنتات لدفع رسوم البريد للرسائل داخل كانتون جنيف.
بيع حوالي 6000 طابعا فقط من طوابع جنيف المزدوجة. ويرجع ذلك إلى أن رد فعل السكان على هذا الابتكار كان سلبيا للغاية بعد إصدار الطوابع. الحقيقة هي أنه قبل إدخال الطوابع، كان المرسل إليه هو الذي يدفع تكلفة إرسال الرسالة. ولذلك عد كثيرون أنه من غير المهذب إرسال الرسائل بالطوابع البريدية، خوفاً من أن يتولد لدى المرسل إليه انطباع بأنه لا يملك القدرة على دفع تكاليف إرسال رسائل البريد. ولزيادة مبيعات الطوابع، باع مكتب البريد في عام 1845 عشر قطع من "طوابع جنيف المزدوجة" بسعر فرنك واحد مقابل 85 رابن.
في بعض الأحيان، بسبب الإهمال، قطعت بعض طوابع جنيف المزدوجة بطريقة غير صحيحة. هناك أمثلة معروفة تتكون من نصفين يقعان رأسياً أحدهما فوق الآخر أو نصفين أيمن وأيسر من الطابع متصلين أفقياً. تعد مثل هذه العينات نادرة للغاية وتحظى بتقدير كبير في فهارس الطوابع.

## روابط خارجية
- صورة رسالة عليها طابع جنيف المزدوج